# Earlsfield
Earlsfield är en ort i Storbritannien.   Den ligger i grevskapet Greater London och riksdelen England, i den södra delen av landet, i huvudstaden London. Earlsfield ligger 13 meter över havet och antalet invånare är 15 562.
Terrängen runt Earlsfield är platt. Runt Earlsfield är det mycket tätbefolkat, med 4 188 invånare per kvadratkilometer. Närmaste större samhälle är City of London, 10,0 km nordost om Earlsfield. Runt Earlsfield är det i huvudsak tätbebyggt.